# Eric Maskin
Eric Stark Maskin (sinh ngày 12 tháng 12 năm 1950) là một nhà kinh tế học người Mỹ, là một trong ba người đồng nhận Giải Nobel Kinh tế năm 2007 (cùng với Leonid Hurwicz và Roger Myerson) vì đã nền móng cho lý thuyết thiết kế cơ chế.